# Concepción, Antioquia
Concepción là một khu tự quản thuộc tỉnh Antioquia, Colombia. Thủ phủ của khu tự quản Concepción đóng tại Concepción Khu tự quản Concepción có diện tích 167 ki lô mét vuông. Đến thời điểm ngày 28 tháng 5 năm 2005, khu tự quản Concepción có dân số 5547 người.